# Karamelo Santo

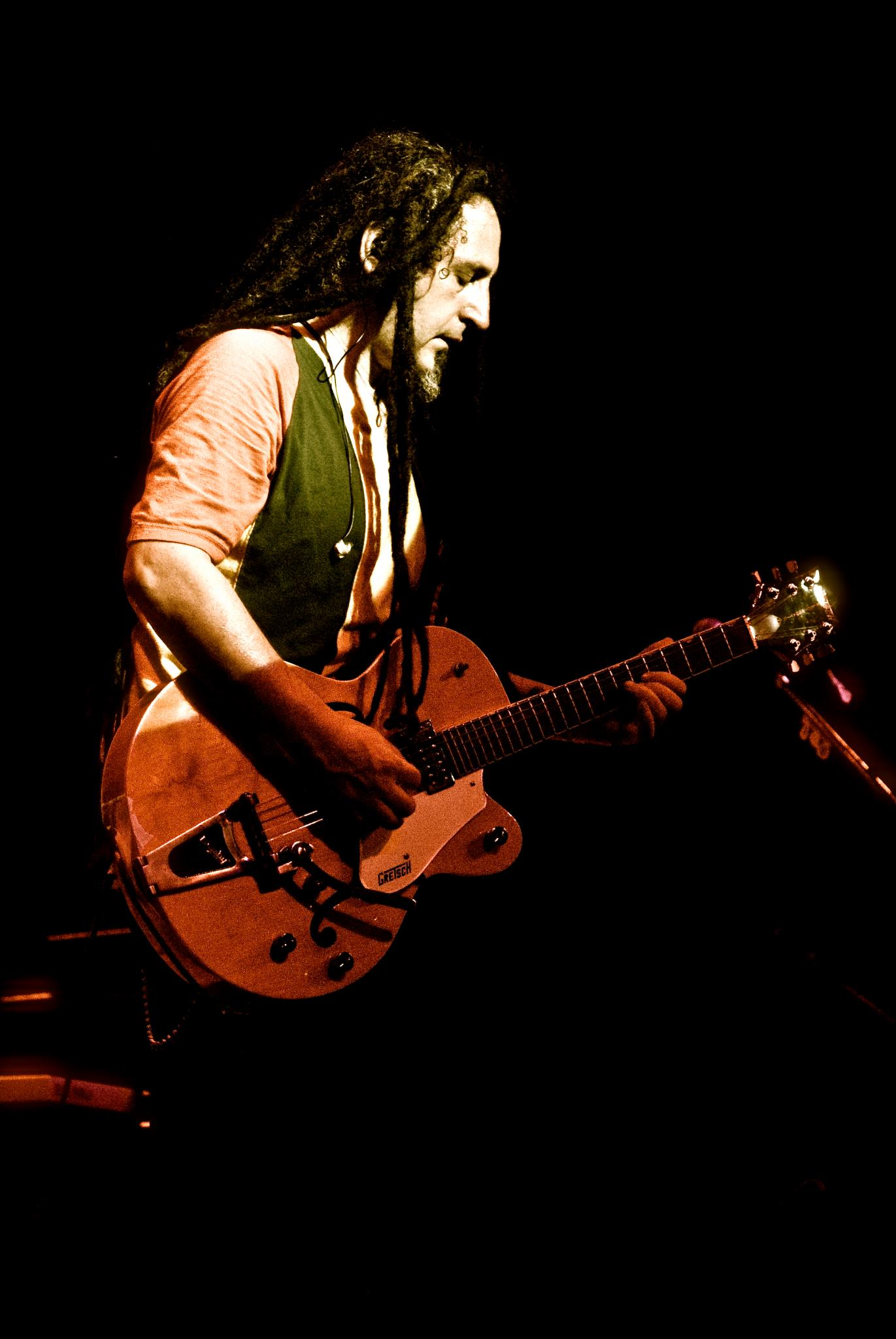
Goy

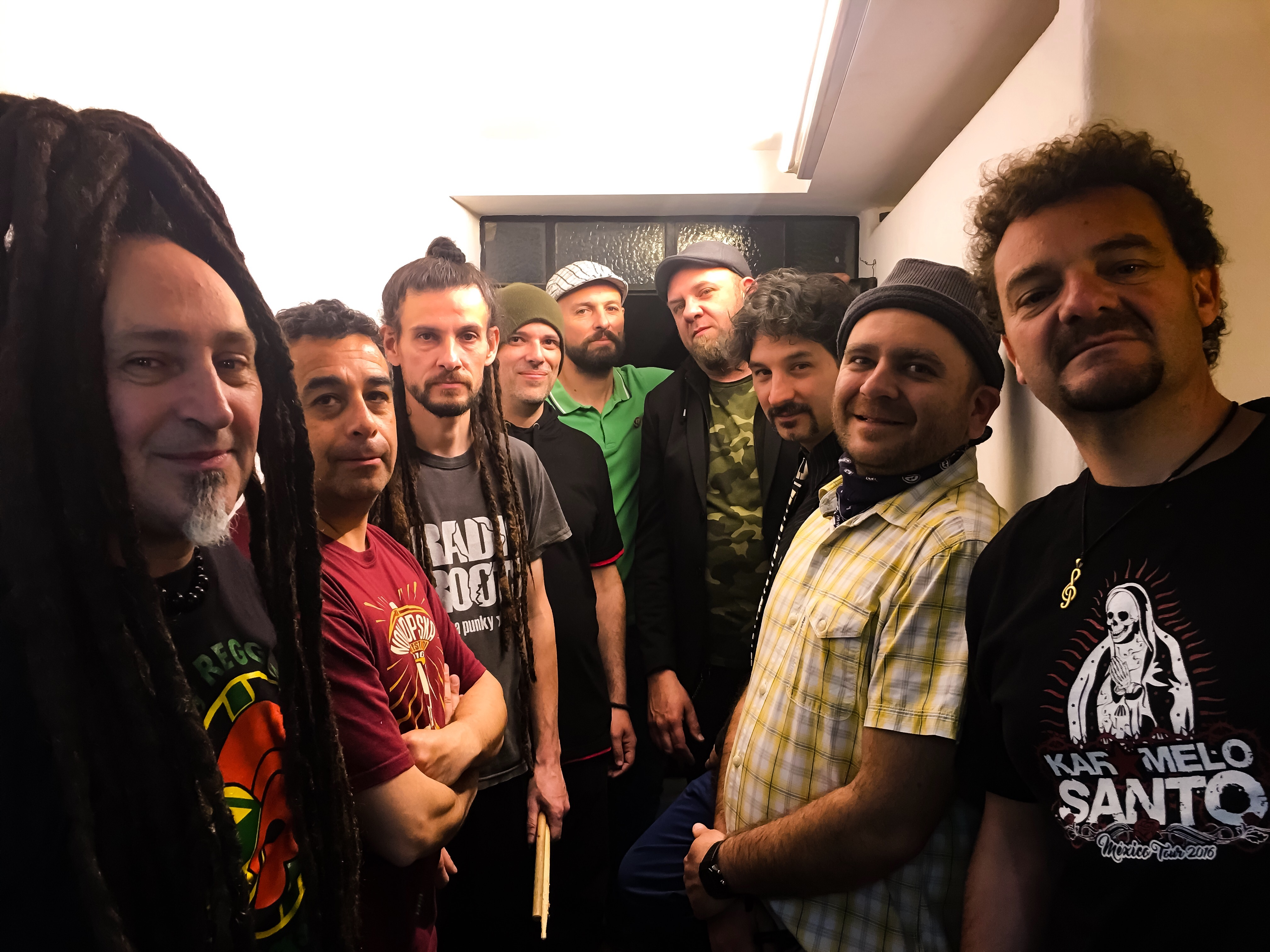
Foto de la banda de ska Karamelo santo

Karamelo Santo je argentinská hudební skupina. Kombinuje prvky reggae, rocku a ska.
Vznikla v roce 1993 ve městě Mendoza, má osm členů (Guillermo GOY Ogalde, Pedro PIRO Rosafa, Diego Aput, Lucas Villafañe, Mariano Ponce de León, GODY Corominas, Pablo Clavijo, Alejandro Pozo). V Česku koncertovali poprvé v červenci 2007 na koncertu Rock for People v Hradci Králové, v rámci svého turné po Evropě, později se objevili i na festivalu Mighty Sounds u Tábora.

## Diskografie
- La Kulebra (1995)
- Perfectos idiotas (1997)
- Los Guachos (2002)
- En Vivo Roskilde Dinamarca (2003)
- Haciendo Bulla (2004)
- La Chamarrita (2005)
- La Gente Arriba (2006)